# Animal humano
Animal humano es el cuarto álbum de estudio del grupo de rock argentino Mancha de Rolando, publicado en el año 2000 bajo la producción artística de Juan Carlos Tordó.
A partir de este álbum la banda publica sencillos y videoclips oficiales, y desde entonces se compone por cuatro integrantes hasta 2006 que son Manuel Quieto, el guitarrista Franchie Barreiro, el bajista Carlos Esteban Báez, y el baterista Sebastián «Tano» Cavaletti.

## Contenido
El álbum incluye 9 canciones inéditas y un cover de Creedence Clearwater Revival llamado «Lodi», traducida al español por el cantante del grupo.
Se publicaron tres sencillos de los cuales «Siempre esperando» y «La planta» cuentan con su respectivo videoclip oficial.

## Lista de canciones
| Animal humano |                                       |                               |                                   |          |  |
| N.º           | Título                                | Letras                        | Música                            | Duración |  |
| 1.            | «La planta»                           | Manuel Quieto                 | Manuel Quieto                     | 3:44     |  |
| 2.            | «Animal humano»                       | Manuel Quieto                 | Manuel Quieto                     | 3:39     |  |
| 3.            | «Siempre esperando»                   | Manuel Quieto                 | Manuel Quieto                     | 5:08     |  |
| 4.            | «Pueblo latino»                       | Manuel Quieto                 | Manuel Quieto                     | 4:28     |  |
| 5.            | «Desordenado»                         | Manuel Quieto                 | Manuel Quieto · Franchie Barreiro | 4:33     |  |
| 6.            | «Lodi»                                | Manuel Quieto                 | John Fogerty                      | 3:12     |  |
| 7.            | «Perder conexión» (con Jorge Falcone) | Manuel Quieto · Jorge Falcone | Mancha de Rolando                 | 4:35     |  |
| 8.            | «Los años que viví»                   | Manuel Quieto                 | Mancha de Rolando                 | 3:43     |  |
| 9.            | «Muy lejos»                           | Manuel Quieto                 | Manuel Quieto · Franchie Barreiro | 3:38     |  |
| 10.           | «Árbol de leva»                       | Instrumental                  | Manuel Quieto · Franchie Barreiro | 2:10     |  |

## Músicos
Mancha de Rolando
- Manuel Quieto — voz principal.
- Franchie Barreiro — guitarra.
- Carlos Esteban Báez ― bajo.
- Sebastián Cavaletti — batería.

Invitados
- Juan Carlos Tordó — pandereta (1 y 6), caja peruana (2) y triángulo (5).
- Javier Bañuelos — harmónica en «Siempre esperando».
- Diego Olivera — órgano en «Siempre esperando» y «Árbol de leva».
- Cacho Tejera — congas en «Pueblo latino».
- Pulpo Squiani — guitarra acústica y coros en «Lodi».
- Jorge Falcone — letras y voz en «Perder conexión».

## Datos técnicos
- Grabado en: Estudios El Zoológico, El Recinto, El Pie y La Taberna.
- Ingenieros de Grabación:
  - "El Zoológico": Augusto Milharcic.
  - "El Recinto": Javier Bañuelos.
  - "El Pie": Juan Carlos Tordó.
- Mezclado en: Estudios El Pie por Javier Bañuelos y Dr. Uriel (n°14).
- Masterizado por: Mario Breuer.
- Producción Artística: Juan Carlos Tordó.
- Producción Ejecutiva: Dr. Dany (n°53).
- Diseño Gráfico: Dr. Kai (n°95).
- Fotografía: Javier González.[1]